# (4853) Marielukac
(4853) Marielukac est un astéroïde de la ceinture principale.

## Description
(4853) Marielukac est un astéroïde de la ceinture principale. Il fut découvert le 28 juin 1979 à Cerro El Roble par Carlos Torres. Il présente une orbite caractérisée par un demi-grand axe de 2,54 UA, une excentricité de 0,26 et une inclinaison de 8,4° par rapport à l'écliptique.

## Compléments